# X&Y
《X&Y》는 영국의 얼터너티브 록 밴드 콜드플레이의 세 번째 정규 음반이다. 이 앨범은 영국의 프로듀서 단톤 서플에게서 일렉트로닉의 영향을 받았다.
이 앨범은 2005년 팔백삼십만 장의 판매고를 올려 이해의 최다 판매 앨범으로 등극했다.

## 배경
2004년 3월 콜드플레이는 《X&Y》의 녹음 세부계획을 발표했다. 최초의 계획은 처음 1년간은 사회의 주목을 피하는 것이었다. 보컬 크리스 마틴은 당시 이렇게 말했다. "우리는 정말 올해엔 절대로 아무 것도 발매해선 안 되겠다고 느꼈어요, 왜냐하면 사람들이 우리에게 싫증이 났다고 생각했거든요" 이 계획은 그들의 두 번째 앨범 A Rush of Blood to the Head의 압박감 때문에 세운 것은 아니었다. 그들은 단지 '누구도 들어보지 못했던 최고의 앨범'을 만들기 위한 노력을 위해서라고 했다.
2003년 말, 크리스 마틴과 기타리스트 조니 버클랜드와 영국의 프로듀서 켄 넬슨은 일리노이 주 시카고에 있는 동안 데모곡을 녹음했다. 2004년 1월 그들은 녹음을 시작하기 위해 런던에 있는 스튜디오로 들어갔다.

## 녹음
콜드플레이는 《X&Y》의 녹음 작업에 18개월을 소모했다. 상당히 오랜 기간 동안 녹음한 그들의 세 번째 앨범은 심지어 몇몇 사람들이 다섯 번째 앨범으로 오해하기도 했다고 한다. 그들은 그들의 앞선 두 번째 앨범을 프로듀스 한 켄 넬슨과의 최초의 세션 결과에 대해 만족하지 않았다. 앨범의 최초의 발매 일자는 2004년이었으나, 2005년 1월으로 지연시켜야만 했다. 하지만 계획했던 날짜가 다가오고 있음에도 밴드는 그들의 열정 없고 무미건조한 곡들을 폐기시켜버렸다. 그들은 그 세션에서 녹음하는 동안 작성했던 60곡 중에 52곡을 폐기시켰다.
콜드플레이는 그들이 계획한 투어를 위해 연습을 시작했다. 하지만 그들은 그 노래들의 라이브 버전이 녹음된 버전의 소리보다 더 좋음을 느꼈다. "우리는 제대로 곡을 만들었던 게 아니며, 녹음실에서 나왔던 사운드보다 우리가 실제 연주하는 덕분에 더 좋은 소리를 내는 것을 깨달았어요. 그래서 우리는 다시 녹음실로 돌아가 녹음을 하는 것이 좋겠다고 생각했어요." 기타리스트 조니 버클랜드는 밴드 스스로가 앨범 제작에서 '모든 방향으로 진보'하는 것을 압박했다고 말했다. 하지만 그들은 음악들이 처음 녹음할 때로 퇴보한 것 같다고 느꼈다.

## 트랙 리스트
주석이 적힌 곡을 제외한 모든 곡들은 가이 베리맨, 윌 챔피언, 조니 버클랜드, 크리스 마틴이 작곡했다.
1. "Square One" – 4:47
2. "What If" – 4:57
3. "White Shadows" – 5:28
4. "Fix You" – 4:54
5. "Talk"  (가이 베리맨, 윌 챔피언, 조니 버클랜드, 크리스 마틴, 랄프 휴터, 칼 바토스, 에밀 슐트) – 5:11
6. "X&Y" – 4:34
7. "Speed of Sound" – 4:48
8. "A Message" – 4:45
9. "Low" – 5:32
10. "The Hardest Part" – 4:25
11. "Swallowed in the Sea" – 3:58
12. "Twisted Logic" – 5:01
13. "'Til Kingdom Come" – 4:12 (히든 트랙)